# 嬈灰蝶族
嬈灰蝶族（學名：Arhopalini）是灰蝶科線灰蝶亞科裡的一個族。物種分佈主要於東洋界，一些更廣泛分佈至舊大陸。

## 分類
嬈灰蝶屬組
- 雅朴灰蝶屬 Apporasa
- 嬈灰蝶屬 Arhopala
- 花灰蝶屬 Flos
- 瑪灰蝶屬 Mahathala
- 塔灰蝶屬 Thaduka

賽灰蝶屬組
- 模特灰蝶屬 Mota
- 賽灰蝶屬 Semanga

酥灰蝶屬組
- 酥灰蝶屬 Surendra
- 陶灰蝶屬 Zinaspa

## 腳註
1. ↑  Brower, Andrew V. Z. 2008. Arhopalini Bingham 1907. Version 24 April 2008 (under construction). http://tolweb.org/Arhopalini/111488/2008.04.24 （页面存档备份，存于） in The Tree of Life Web Project, http://tolweb.org/ （页面存档备份，存于） （英文）